# Knutsbo
Knutsbo är ett villaområde i Ludvika som ligger två kilometer sydost om centrum, söder och öster om Knutsbotjärnen.
Knutsbo består av områdena Gamla Knutsbo (Södra Knutsbo) från 1970-talet och Nya Knutsbo (Norra Knutsbo). Knutsbo skola, som byggdes 1980 ligger på Gamla Knutsbo. På Nya Knutsbo finns Junibackens skola. 